# 주돈식
주돈식(朱燉植, 1937년 7월 8일~2022년 8월 2일)은 대한민국의 정치인이다. 문화체육부 장관 직책을 지냈다.

## 주요 이력

### 경력
- 대통령 비서실 공보수석비서관
- 제2대 문화체육부 장관
- 정무 제1장관
- 신한국당 당무위원

### 학력
- 서울대학교 국어국문학과 학사
- 고려대학교 경영대학원 경영학 석사
- 경희대학교 대학원 신문방송학과 언론학 석사